# Заречье (Корсаковский район)
Заречье — деревня в Корсаковском сельском поселении Корсаковского района Орловской области России.

## География
Деревня расположено в 90 км на северо-восток от Орла, на берегу реки Зуша

## Население
| 2002 | 2010 |
| ---- | ---- |
| 111  | ↘108 |